# William Labov
William Labov (* 4. Dezember 1927 in Rutherford, New Jersey; † 17. Dezember 2024) war ein US-amerikanischer Linguist und Hochschullehrer, der vor allem zu Sprachwandel und Sprachvariation geforscht hat.

## Leben und Werk
Labov war ein Schüler des Linguisten und Jiddisten Uriel Weinreich, der sich intensiv mit Dialektologie und Sprachkontakt befasst hatte. In den 1960er Jahren legte Labov die Grundlage für die empirische Erforschung von sprachlichen Veränderungen. Sein Untersuchungsgebiet waren die Dialekte von Philadelphia und New York. Seine Studien sind hauptsächlich der Soziolinguistik zuzurechnen. William Labov war bis zu seiner Emeritierung 2015 Professor für Linguistik an der University of Pennsylvania.
William Labov wurde 1927 in Rutherford (New Jersey), einer kleinen Stadt außerhalb von New York geboren. 1939 zog er nach Fort Lee, wo er zum ersten Mal bemerkte, dass Leute gleiche Wörter verschieden aussprechen. Zu dieser Zeit sah Labov den Film Pygmalion, in dem der Hauptdarsteller jeden Laut aufschrieb, den seine Gegenspielerin von sich gab. Die Hauptrolle des Henry Higgins hatte Henry Sweet zum Vorbild, den großen englischen Phonologen, der von Labov bewundert wurde. Von ihm übernahm er einige Erkenntnisse über die Prinzipien der Veränderung der Sprache und wandelte sie in eine modernere Version um. Nach dem College arbeitete Labov zuerst einige Zeit in einer Firma, wo er sein Wissen über die Chemie, das er im Studium erworben hatte, einbrachte.
Als er 1961 die Industrie wieder verlassen hatte, ging er zurück an die Universität, um Forschung zur englischen Sprache zu betreiben.
1963 erforschte Labov die Sprache auf der kleinen Insel Martha’s Vineyard in der Nähe von Cape Cod. Dort bemerkte Labov eine besondere Aussprache der Wörter „right“, „ice“ und „sight“, bei der der Vokal in der Mitte des Mundes ausgesprochen wird. Diese Auffälligkeit war bei jungen Leuten stärker ausgeprägt; sie variierte von Mensch zu Mensch, je nachdem, welchem Beruf sie nachgingen, wo sie auf der Insel lebten und welchen Migrationshintergrund sie hatten. Beispielsweise war ein Unterschied zwischen den Nachfahren amerikanischer Ureinwohner und Portugiesen zu erkennen.
In seiner 1966 durchgeführten Kaufhausstudie zeigte er den Zusammenhang von sozialer und sprachlicher Prägung im New Yorker Kaufhausmilieu.
1968 startete Labov ein Umfrageprojekt, um herauszufinden, ob der Dialekt, der unter afroamerikanischen Jugendlichen in Harlem gesprochen wurde, etwas mit Mängeln im Unterrichten des Lesens in den Schulen zu tun hat. Zusammen mit seinen weißen und afroamerikanischen Kollegen begann Labov eine detaillierte Studie über alle sozialen Gruppen in Harlem, indem sie diese Gruppen beobachteten. Das Ergebnis zeigte, dass es große Unterschiede zwischen afroamerikanischen und weißen Sprechmustern gab. Labov schrieb hierüber ein Buch, das die Heimatsprache der Afroamerikaner als absolut geeignet für logisches Denken und Lesen verteidigte.
Labov konnte seine Projekte und Umfragen auch vor Gericht als Beweismittel anführen, denn 1987 gab es mehrere Telefonanrufe mit Bombendrohungen am Flughafen von Los Angeles. Ein Mann namens Paul Prinzivalli wurde bezichtigt, diese Drohungen gemacht zu haben, weil seine Stimme identifiziert worden sei. Die Verteidiger des Angeklagten schickten die Aufnahmen zu Labov, weil er zwei verschiedene Arten des New Yorker Dialekts unterscheiden sollte. Labov kam relativ schnell zu der Erkenntnis, dass der Angeklagte auf keinen Fall der Anrufer war. Labov benutzte außerdem all seine bisherigen Nachforschungen und Arbeiten, auch das Projekt auf Martha’s Vineyard, für die Verteidigungsschrift für Prinzivalli. Am Ende wurde der Angeklagte freigesprochen, weil Labov laut Meinung des Gerichts eine objektive und starke Beweisführung geleistet hatte.
In den Jahren 1970 und 1987 erhielt Labov ein Guggenheim-Stipendium. Ab 1976 war er Mitglied der American Academy of Arts and Sciences und ab 1993 Mitglied der National Academy of Sciences. Ihm wurde für 2013 die Benjamin Franklin Medal in Kognitionswissenschaften zugesprochen.
Labov starb im Dezember 2024 im Alter von 97 Jahren.

## Werke (Auswahl)
- What is a Linguistic Fact? Peter de Ridder Press, Lisse 1975, ISBN 90-316-0075-X.
- Sprache im sozialen Kontext. Beschreibung und Erklärung struktureller und sozialer Bedeutung von Sprachvariation, herausgegeben von Norbert Dittmar und Bert-Olaf Rieck. Band 1: Scriptor, Kronberg/Taunus 1976, ISBN 3-589-20022-7; Band 2, 1978, ISBN 3-589-20576-8.
- Principles of Linguistic Change. Volume 1: Internal Factors. Blackwell, Oxford UK & Cambridge USA 1994, ISBN 0-631-17913-5.